# Joop van Oosterom
Joop van Oosterom, né le 12 décembre 1937 à Hilversum et mort le 22 octobre 2016 à Monaco, est un milliardaire néerlandais, mécène et amateur du jeu d'échecs. Il est l'organisateur du tournoi annuel Amber de Monaco où les meilleurs joueurs d'échecs du monde se rencontrent en parties à l'aveugle et en parties rapides.

## Biographie
En 1955, il remporte le championnat junior des Pays-Bas. En 1966, il fonde, avec un autre ancien employé d'IBM l'Automation Center Volmac (racheté en 1992 par Capgemini), le premier éditeur de logiciels néerlandais. En 1988, la société est cotée en bourse et les fondateurs revendent leurs parts à prix d'or. La fortune personnelle d'Oosterom est estimée par le magazine néerlandais Quote 500 à plus d'un milliard d'euros.
Van Oosterom fut un très fort joueur d'échecs par correspondance, détenteur du titre de grand maître d'échecs par correspondance et remportant le titre national en 1981, avant de souffrir d'un grave accident vasculaire cérébral il y a quelques années. Il a néanmoins remporté le 18e championnat du monde d'échecs par correspondance en 2003-2005, un titre controversé, certains commentateurs notant qu'il avait pour secrétaire particulier l'ancien prodige néerlandais Jeroen Piket. En 2008, il remporte à nouveau le 21e championnat du monde par correspondance organisé par l'ICCF.